# 六星白天牛
六星白天牛（学名：Olenecamptus taiwanus）为天牛科白天牛屬下的一个种。本物種現時被視為五星白天牛的一個亞種。